# Христодор
Христодор (на старогръцки: Χριστόδωρος, Christodoros, Christodorus, floruit: края на 5 век) от Коптос при Тива в Древен Египет е гръцки късноантичен поет, който живее по времето на източноримския император Анастасий I (управлява 491 – 518).
Христодор е син на Панискос от египетския Коптос. Получава много добро образование и значими познания за епоса и гръцката митология. Ръкописите му са на практика изгубени.
Той пише множество епически стихотворения, в които разказва за основаването на различни градове и историята на областите. Създава за Константинопол произведение в 12 свитъка, за Солун в 25 свитъка, също за Милет, Лидия (Lydiaka, Λυδιακά), Трал и за събитията, на които е съвременник. В Isauriká (на старогръцки: Ἰσαυρικά) пише в шест свитъка за завладяването на Исаврия чрез император Анастасий I. Пише произведение за философа неоплатоник Прокъл. Автор е и на три свитъка с епиграми за личностите и събитията от своето време. В Anthologia Palatina са запазени две от неговите епиграми (Anthologia Palatina VII 697. 698).
Съхранено е и неговото произведение на старогръцки: Ἔκφρασις τῶν ἀγαλμάτων τῶν εἰς τὸ δημόσιον γυμνάσιον τοῦ ἐπικαλουμένου Ζευξίππου (Ékphrasis tōn agalmátōn tōn eis to dēmósion gymnásion epikalouménou Zeuxíppou), в което в стихове описва 80 статуи в разрушените през 532 г. Термите на Зевксип в Константинопол.
Не бива да се бърка с поета Christódōros Thebaîos Illústrios (Christódōros Thebaîos Illústrios, на старогръцки: Χριοτόδωρος Θηβαῖος Ἰλλούστριος), който пише за чудесата на Св. св. Козма и Дамян.